# Carlo Restallino

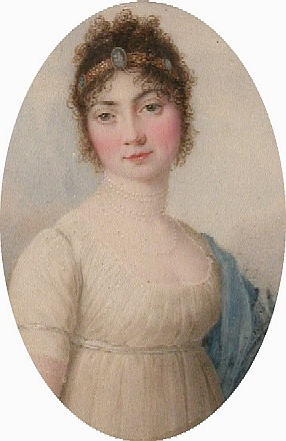
Héréditaire de la princesse Thérèse von Thurn und Taxis (1773-1839) (1800).

Carlo Restallino, né en 1776 et mort en 1864, est un peintre et graveur italien.

## Biographie
Carlo Restallino est né en 1776 à Zornasco (Domodossola). Très tôt il s'installe à Munich, où il étudie la gravure avec Johann Jakob Dorner l'Ancien (en) et Matthias Klotz.
Il a voyagé à Dresde, Berlin et en Italie. En 1808, il est nommé peintre de la cour à Munich, et en 1820, enseignant à la maison du Roi Maximilien Joseph où s'y trouvent des portraits du roi Maximilien et de la reine Caroline.
Il meurt à Munich le 3 juillet 1864. Il était connu comme peintre de portrait miniature.